# Группа 5 + 1

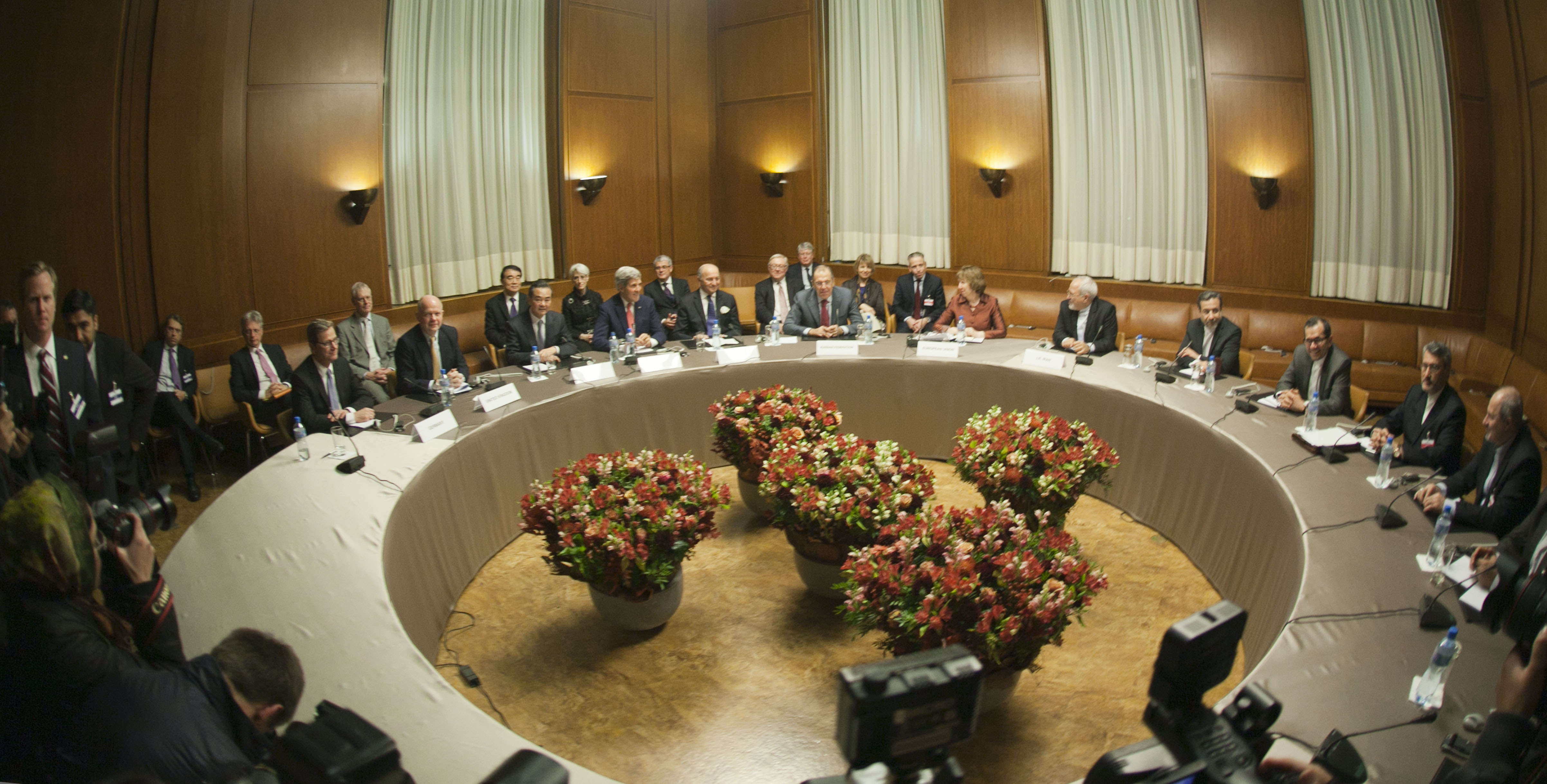
Министры иностранных дел Германии, Соединённого Королевства, Китая, США, Франции, России, Европейского союза и Ирана. Женева, 24 ноября 2013

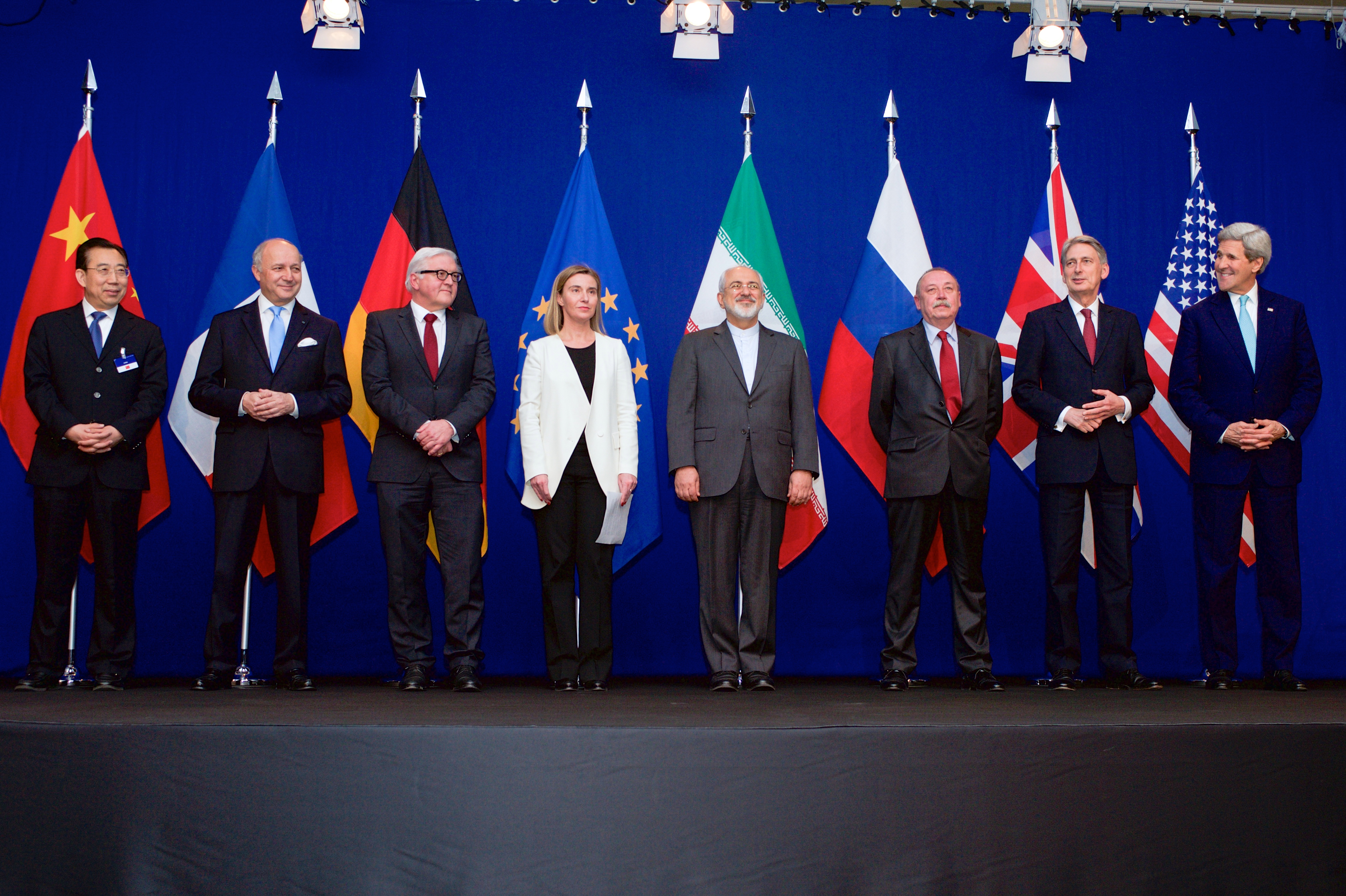
Министры иностранных дел Франции, Германии, Европейского Союза, Ирана, Соединённого Королевства и США, а также китайские и российские дипломаты. Лозанна, 2 апреля 2015

Группа 5 + 1 (англ. P5+1, E3+3, также известна как шестёрка и евротройка + 3) — форум шести великих держав, объединивших свои усилия для предотвращения использования иранской ядерной программы в военных целях. Группа состоит из США, России, КНР, Великобритании, Франции — пяти постоянных членов Совета Безопасности Организации Объединённых Наций (СБ ООН), а также Германии. Проблемой иранского атома также заняты другие представители международного сообщества — Международное агентство по атомной энергии (МАГАТЭ) и СБ ООН.

## Краткая история
В 2006 году КНР, Россия и США присоединились к странам Евротройки, ведущим переговоры с Ираном об ограничении его ядерной программы.
После того, как переговоры МАГАТЭ и «шестёрки» с Ираном не увенчались успехом, СБ ООН с 2006 по 2010 год принял шесть резолюций, основанных на Уставе ООН и предусматривающих введение санкций против Ирана. СБ ООН требовал от Ирана приостановить деятельность, связанную с обогащением урана и строительством реактора тяжёлой воды, однако эти требования не были выполнены.
24 ноября 2013 года в Женеве было подписано промежуточное соглашение по иранской ядерной программе между Ираном и группой «5+1». Согласно этому соглашению Иран обязался в течение шести месяцев ограничивать свою ядерную программу и предоставлять доступ к её объектам инспекторам МАГАТЭ в обмен на ослабление санкций против него. Бывшие государственные секретари США Генри Киссинджер и Джордж Шульц заявили, что если шестимесячное «замораживание» не является всего лишь тактической приостановкой иранского марша к военному ядерному потенциалу, то в ходе запланированных переговоров следует добиться существенного сокращения ядерных средств Ирана и обеспечить строгий контроль над её ядерной программой для того, чтобы невоенный характер этой программы не вызывал сомнений.
15 июля 2015 года Иран и страны «шестёрки» (США, Франция, Великобритания, Германия, Китай и Россия) достигли соглашения по иранской ядерной программе в обмен на отмену санкций против Ирана. По соглашению Иран должен допустить инспекторов МАГАТЭ на свои ядерные объекты, страны Запада, в свою очередь, будут пошагово снимать с Ирана санкции. Соглашение должно быть ратифицировано всеми сторонами и одобрено Советом Безопасности ООН.
Основные пункты договорённости:
- Большая часть иранского обогащённого урана будет вывезена за границу.
- Ни один из ядерных объектов в Иране не будет демонтирован.
- Завод по обогащению топлива Фордо станет научно-исследовательским центром ядерной физики без мощностей по обогащению урана.
- МАГАТЭ получит доступ ко всем ядерным объектам в стране сроком на 20 лет, что позволит организации следить за тем, чтобы иранская ядерная программа носила исключительно мирный характер.
- Санкции США, Евросоюза и Совета Безопасности ООН будут сняты после заключения всеобъемлющего договора относительно ядерной программы Ирана, подписания которого запланировано на конец июня. Некоторые ограничительные меры со стороны P5+1 останутся в действии на некоторое время, но потом будут отменены.

## Совместный всеобъемлющий план действий
Совместный всеобъемлющий план действий (СВПД) — политическое соглашение подписанное 15 июля 2015 года между Ираном и группой государств, относительно ядерной программы Ирана. Группа состоит из США, России, КНР, Великобритании, Франции — пяти постоянных членов Совета Безопасности Организации Объединённых Наций (СБ ООН), а также Германии.
8 мая 2018 года президент США Дональд Трамп объявил о выходе страны из соглашения по иранской ядерной программе. Американский президент заявил, что США располагают доказательствами того, что Иран продолжает разработку ядерного оружия, тем самым нарушая СВПД. Также он анонсировал восстановление санкций против Тегерана.